# 수양산 (중국)
중국에는 수양산이라고 일컫는 산이 다섯 곳이나 있다. 하동(산서성) 포판현 화산의 북쪽과 하곡의 가운데에 수양산이라는 산이 있고, 농서 혹은 낙양 동북쪽에도 있다 하며, 또 언사현(하남성 낙양현 동쪽에 있는 현) 서북쪽에 백이·숙제의 사당이 있다 하고, 요양에도 수양산이 있다 하여 전해 오는 기록에 섞여 나온다 그라나 맹자는 "백이가 은나라 폭군 주를 피하여 북쪽 바닷가에 살았다"라고 했으며, 우리나라 해주에도 수양산이 있어 백이·숙제의 제사를 지내건만, 중국에서는 알지 못하고 있는 것이다.
산기슭을 경유하여 두어 마을을 지나 15리를 가서 고죽성(孤竹城)에 도착했다.
『대명일통지(大明一統誌)』를 살펴보니, 영평부(永平府) 서쪽 15리에 고죽국
임금이 봉해진 땅이 있고，그 서북쪽에 고죽국 세 임금의 무덤이 있다고 하였다.
『괄지지(括地誌)』에 고죽의 옛 성이 노롱현(虛龍縣) 남녘 12리에 있다고 하
였다. 『황명방여지(皇明方與誌)』에는 요서(遼西) 땅이 곧 옛 고죽국이라 하니,
고금(古今)에 이름이 전하여 정확하고 의심이 없다.
그런데 우리나라의 이첨(李詹)이 황해도 해주(海州)에 있는 수양산(首陽山)을 옛
고죽국이라고 억지로 끼워 맞추었으니 참으로 우스운 일이다.
…(중략)…살펴보니 마륭(馬融)은 다음과 같이 말하였다.
“수양산(首陽山)은 위(魏)나라 하동(河東) 포판(蒲坂) 땅으로 화산(華山)의 북녘
하곡(河曲) 가운데 있다.” 명(明)나라 때 왕직(王直)이 지은 『이제십변(夷齊十辨
)』이란 글은 다음과 같이 되어 있다, “수양산은 대개 옛 진(晉)나라 땅이니 하동
포판에 있다.” 조대가(曹大家)는 『유통부(幽通賦)』의 주에서 다음과 같이 설
명했다. “수양산은 농서(隴西)에 있다.” 대연지(戴延之)는 『서정기(西征記)』
에서 다음과 같이 말했다. “낙양(洛陽) 동북에 수양산이 있는데, 그 산에 이제사
(夷齊詞)란 절이 있으니 지금 언사현(偃師縣)의 서북쪽이다.” 『사략(史略)』의
주에서는, “수양산은 하동부(河東府) 하동현(河東縣) 남쪽에 있다.” 하고,
『사기정의(史記正義)』에는，"수양산은 기양(岐陽) 서북쪽에 있으니 바로 이제
(夷齊)가 굶어 죽었던 곳이다.”라고 하였다. 그런데 오직 원(元)나라 때 왕유
(王□□)은 수양산은 요동(遼東) 양평현(襄平縣) 서쪽에 있으니 황제(黃帝) 헌원
씨(軒轅氏)가 구리 캐던 곳이 이곳이다.’라고 하였다. 이 산을 수양산이라고 부른
이는 오직 이 사람 하나뿐이었다. 서적에 잡스럽게 기록된 것이 이처럼 같지 않으
니 어느 말이 옳은 지는 알 수가 없다. 또 『연경기보통지(燕京畿輔通志)』라는
책을 찾아보니 다음과 같이 되어 있었다. “산천 이름을 억지로 끼워 맞춰 황당한
것이 반산(盤山)을 반곡(盤谷)이라 말한 것과 고죽국(孤竹國) 곁의 산을 수양산이
라 하는 유와 같은 것이니 다 고쳐 증정(增訂)한다.”
대개 모든 옛글을 절충해 보면，이 땅이 고죽국 옛 성(城)이라는 것은 의심할 바 없으나
이 산이 수양산이라는 것은 모두 억지로 끼워 맞춘 것이 전해진 것이다.